# Джими Неутрон: Момчето гений
„Джими Неутрон: Момчето гений“ (на английски: Jimmy Neutron: Boy Genius) е американска компютърна анимация от 2001 година, продуцирана от Nickelodeon Movies, O Entertainment и DNA Productions, и е разпространена от Paramount Pictures. Филмът е режисиран от Джон А. Дейвис, който е съсценарист със Стив Йодекерк, Дж. Дейвид Стърн и Дейвид Н. Уейс. Озвучаващият състав се състои от Деби Дерибери, Патрик Стюарт, Мартин Шорт, Роб Полсън и Джефри Гарсия. Филмът е пуснат на 21 декември 2001 г. Номиниран е за „Оскар“ в категорията за най-добър анимационен филм, който губи от „Шрек“. Това е единственият анимационен филм на Nickelodeon, номиниран в категорията за бързо десетилетие до „Ранго“ (2011), в който беше номиниран и награден.
След успеха на филма излиза и анимационният сериал „Приключенията на Джими Неутрон: Момчето гений“, който е излъчен на 20 юли 2002 г. до 25 ноември 2006 г.

## Актьорски състав
| Актьор          | Роля                                                              |
| --------------- | ----------------------------------------------------------------- |
| Деби Дерибери   | Джими Неутрон                                                     |
| Патрик Стюарт   | Крал Гобот IV                                                     |
| Мартин Шорт     | Ублар                                                             |
| Керълайн Лорънс | Синди Вортекс                                                     |
| Роб Полсън      | Карл Уийзър Г-н и г-жа Уийзър Дете в класната стая                |
| Джефри Гарсия   | Шийн Естевез                                                      |
| Кристал Скейлс  | Либи Фолфакс Кортни Тайлър                                        |
| Франк Уелкър    | Гудард (не е кредитиран) Поултра Червей Демон Ойстър              |
| Кенди Майло     | Ник Дийн Бритни Пи Джей                                           |
| Меган Кавана    | Джуди Неутрон (майка на Джими) Госпожа Вортекс (майка на Синди)   |
| Марк ДеКарло    | Хю Неутрон (баща на Джими) Пилот Господин Вортекс (баща на Синди) |
| Карлос Алазраки | Господин Естевез (баща на Шийн)                                   |
| Кимбърли Брукс  | Закари Репортер Анджи                                             |
| Андреа Мартин   | Госпожа Уинифред Фоул                                             |
| Били Уест       | Братът близнак на Боби Бъч Старият Джонсън Робобръснар            |

## В България
В България филмът е издаден на VHS на 18 декември 2002 г. от Александра Видео. Българският дублаж е записан с войсоувър в студио 2 на Александра Аудио. Екипът се състои от:
| Ръководител         | Васил Новаков                                               |
| Превод              | Евгений Траянов                                             |
| Озвучаващи артисти  | Венета Зюмбюлева Татяна Захова Илиян Пенев Стефан Димитриев |
| Тонрежисьор         | Стамен Янев                                                 |
| Режисьор на дублажа | Пламен Захов                                                |